# من الأفضل الاتصال بسول (الموسم 2)
عُرض الموسم الثاني من المسلسل الدرامي التلفزيوني الأمريكي من الأفضل الاتصال بسول في 15 فبراير 2016، واُختتم في 18 أبريل 2016. تم بث الموسم المكون من عشر حلقات ليلة الاثنين في الولايات المتحدة على إيه إم سي. تم إنشاء من الأفضل الاتصال بسول كفترة سابقة من مسلسل اختلال ضال بواسطة فينس غيليغان وبيتر غولد، وكلاهما عمل أيضًا في اختلال ضال.

## الإنتاج
في يونيو 2014، أثناء إنتاج الموسم الأول، أمرت إيه إم سي ببث 13 حلقة من الموسم الثاني من من الأفضل الاتصال بسول في عام 2016. بحلول نوفمبر من ذلك العام، تم تقصير الموسم الثاني إلى 10 حلقات.

## الحلقات
| ر. الإجمالي | ر. في الموسم | العنوان                     | المخرج          | الكاتب                     | تاريخ العرض الأصلي | عدد المشاهدات (بالمليون) |
| ----------- | ------------ | --------------------------- | --------------- | -------------------------- | ------------------ | ------------------------ |
| 11          | 1            | «Switch (تحول)»             | توماس شنوز      | توماس شنوز                 | 15 فبراير 2016     | 2.57                     |
| 12          | 2            | «Cobbler (الإسكافي)»        | تيري ماكدونو    | جينيفر هاتشيسون            | 22 فبراير 2016     | 2.23                     |
| 13          | 3            | «Amarillo (أماريلو)»        | سكوت وينانت     | جوناثان جلاتزر             | 29 فبراير 2016     | 2.20                     |
| 14          | 4            | «Gloves Off (رمي القفازات)» | آدم بيرنستاين   | جوردون سميث                | 7 مارس 2016        | 2.20                     |
| 15          | 5            | «Rebecca (ريبيكا)»          | جون شبان        | آن تشيركيس                 | 14 مارس 2016       | 1.99                     |
| 16          | 6            | «Bali Ha'i (بالي هاي)»      | مايكل سلوفيس    | جينيفر هاتشيسون            | 21 مارس 2016       | 2.11                     |
| 17          | 7            | «Inflatable (قابل للنفخ)»   | كولين باكسي     | جوردون سميث                | 28 مارس 2016       | 2.03                     |
| 18          | 8            | «Fifi (فيفي)»               | لاريسا كوندراكي | توماس شنوز                 | 4 أبريل 2016       | 1.93                     |
| 19          | 9            | «Nailed (مسمر)»             | بيتر غولد       | بيتر غولد                  | 11 أبريل 2016      | 2.06                     |
| 20          | 10           | «Klick (كليك)»              | فينس غيليغان    | هيذر ماريون & فينس غيليغان | 18 أبريل 2016      | 2.26                     |

## وصلات خارجية
- – الموقع الرسمي
- من الأفضل الاتصال بسول على نتفليكس (الاشتراك مطلوب)
- قائمة حلقات من الأفضل الاتصال بسول  على قاعدة بيانات الأفلام على الإنترنت